# هنری آکوا
هنری آکوا (انگلیسی: Henry Acquah؛ زادهٔ ۳۱ اوت ۱۹۶۵) بازیکن سابق فوتبال اهل غنا است که در پست مهاجم بازی می‌کرد.